# Newport (Tennessee)
Pour les articles homonymes, voir Newport.
La ville américaine de Newport est le siège du comté de Cocke, dans l’État du Tennessee. Lors du recensement de 2000, sa population s’élevait à 7 242 habitants.

## Source
- (en) Cet article est partiellement ou en totalité issu de l’article de Wikipédia en anglais intitulé « Newport, Tennessee » (voir la liste des auteurs).